# Glaube ihr nicht/Dai dai domani
Glaube ihr nicht/Dai dai domani è il 104° singolo di Mina, pubblicato tra aprile e maggio del 1970 su vinile a 45 giri dall'etichetta privata dell'artista PDU.

## Descrizione
Come nel precedente singolo ufficiale, anche qui vengono abbinati un brano famoso cantato in lingua straniera, con uno altrettanto celebre e di successo in italiano. 
Glaube ihr nicht è infatti la versione in tedesco di Non credere (testo di Gerhard Hagen).  Si può reperire nella raccolta Heisser Sand, pubblicata in Germania nel 1996.
Arrangiamenti, adattamenti, orchestra e direzione d'orchestra sono di Augusto Martelli, per entrambi i brani.

## Tracce
Lato A
1. Glaube ihr nicht (Non credere) – 4:18 (testo: Gerhard Hagen – musica: Roberto Soffici; edizioni musicali Fono Film / PDU)

Lato B
1. Dai dai domani (A praça) – 3:10 (testo: Paolo Limiti – musica: Carlos Imperial; edizioni musicali Eurovox / PDU)